# Плопу (Бреїла)
Плопу (рум. Plopu) — село у повіті Бреїла в Румунії. Адміністративно підпорядковане місту Янка.
Село розташоване на відстані 136 км на північний схід від Бухареста, 37 км на захід від Бреїли, 140 км на північний захід від Констанци, 50 км на південний захід від Галаца.

## Населення
За даними перепису населення 2002 року у селі проживали 1520 осіб, з них 1516 осіб (99,7%) румунів. Усі жителі села рідною мовою назвали румунську.